# دايفيد فاغنر (عالم تعمية)
دايفيد فاغنر (بالإنجليزية: David A. Wagner)‏ (و. 1974  م) هو عالم تعمية، ورياضياتي، وعالم حاسوب، وكاتب سيناريو، وأستاذ جامعي أمريكي.

## التعليم
تعلم في جامعة كاليفورنيا، بركلي، في تخصص علم الحاسوب، وتحصل منها على دكتوراه (حتى 2000)، وتعلم في جامعة كاليفورنيا، بركلي، في تخصص علم الحاسوب، وتحصل منها على ماجستير (حتى 1999)، وتعلم في جامعة برنستون، في تخصص رياضيات، وتحصل منها على بكالوريوس في الفنون (حتى 1995)
.